# Fukuisaurus
Fukuisaurus tetoriensis
Genre
Espèce
Fukuisaurus (フクイサウルス, Fukuisaurusu) est un genre éteint de dinosaures ornithischiens, un Hadrosauroidea basal du Crétacé inférieur retrouvé au Japon.
L'espèce type et seule espèce, Fukuisaurus tetoriensis, a été nommée et décrite par Yoshitsugu Kobayashi et Yoichi Azuma. Le nom générique fait référence à Fukui et le nom spécifique au groupe Tetori.

## Datation

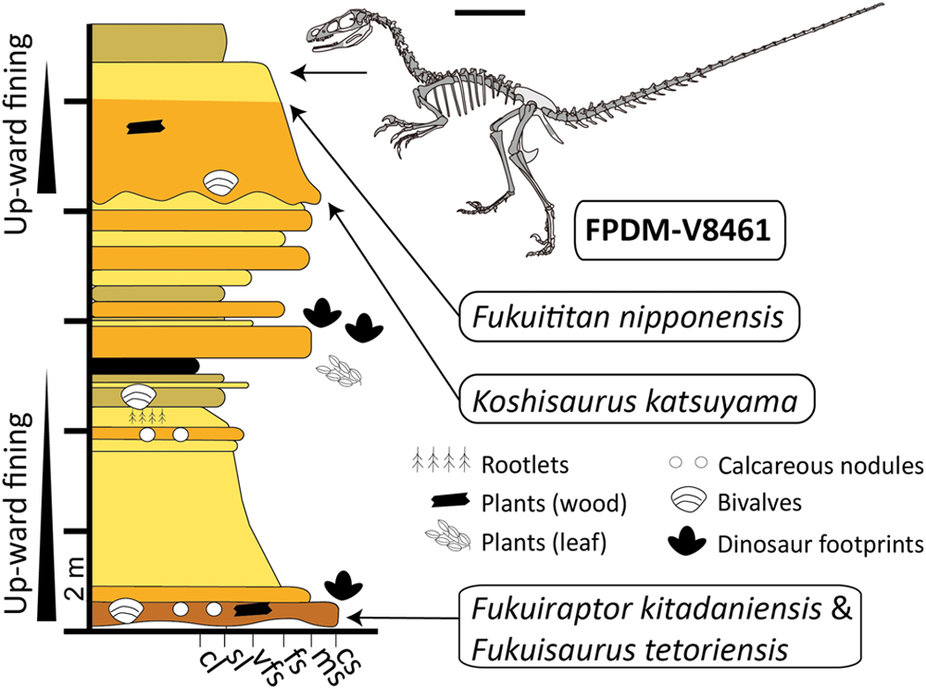
Stratigraphie de la carrière des dinosaures de Kitadani dans la formation de Kitadani avec la position des fossiles de Fukuisaurus tetoriensis et de Fukuiraptor kitadaniensis trouvés dans la même strate, et la silhouette du squelette du spécimen FPDM-V8461 (Fukuivenator paradoxus) découvert au sommet de la carrière.

Le genre est basé sur des restes (référencés FPDM-V-40-1 et FPDM-V-40-2) retrouvés en 1989 dans une strate datée du Barrémien supérieur de la formation géologique Kitadani à Katsuyama, dans la préfecture de Fukui, soit il y a environ 127 Ma (millions d'années).

## Description
Sa taille est estimée à 4,50 mètres de long pour une masse de 400 kg.
Fukuisaurus était probablement un bipède (possiblement quadrupède). Il possède une forme semblable à celle de d'Iguanodon, d'Ouranosaurus et d'Altirhinus. Une analyse cladistique le classe comme une forme basale des Hadrosauroidea.
Un autre hadrosauroïde basal, Koshisaurus katsuyama a été découvert dans la même carrière, dans un niveau stratigraphique un peu plus récent.